# 波德哈莱步枪兵

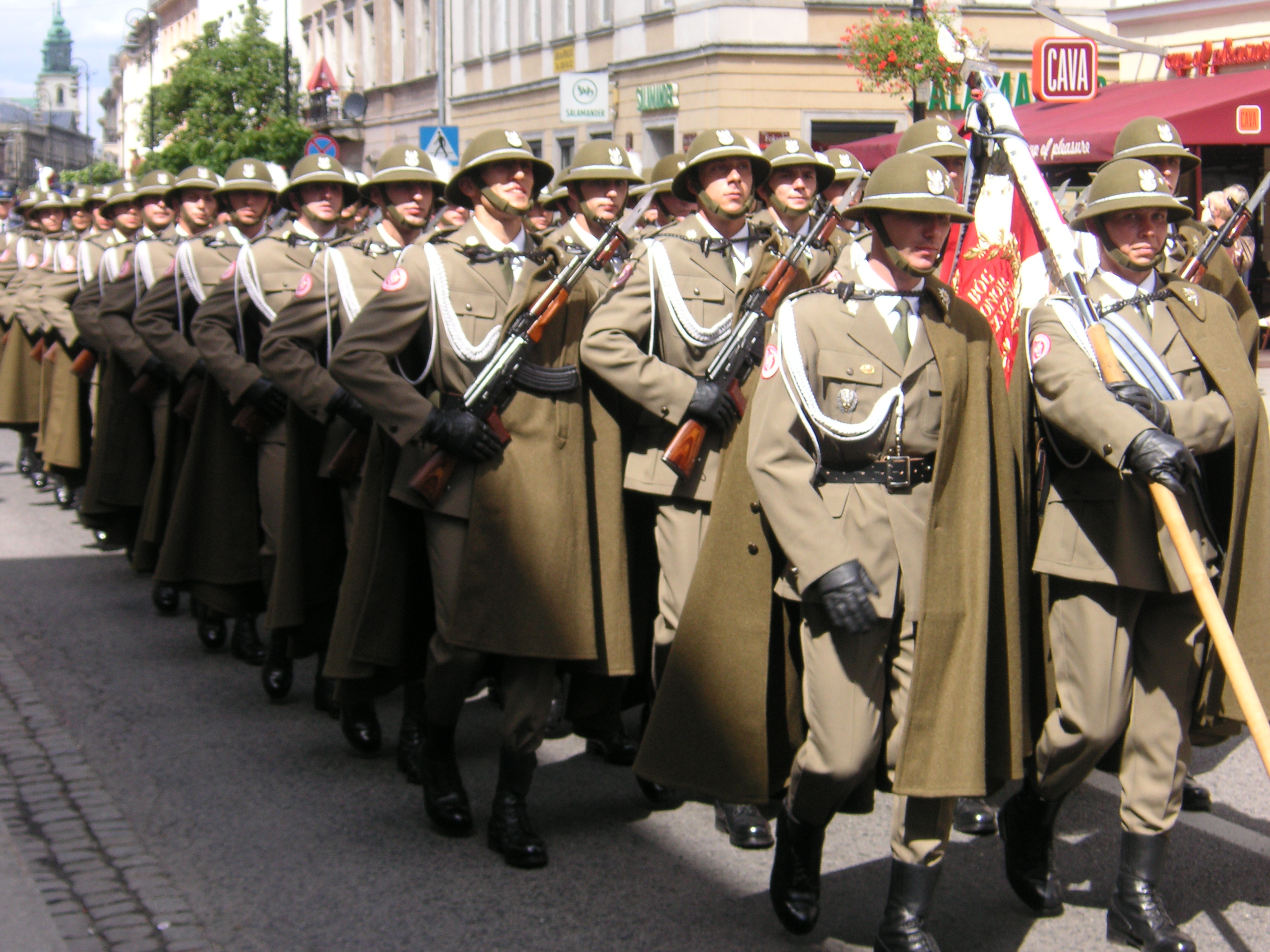
波德哈萊步槍兵，2006年攝於華沙

波德哈莱步枪兵，是波蘭陸軍歷史上的山地步兵部队，于1918年由波德哈莱地区的志愿者组成。1919年，所有波德哈莱步枪兵小型部队被整编为两个山地步兵师（第21和第22山地步兵师）和3个山地步兵旅，他們被视作波兰陆军中的精锐部队。